# Polo aquático nos Jogos Olímpicos de Verão de 1988
O torneio de Pólo aquático nos Jogos Olímpicos de Verão de 1988 foi realizado em Seul, na Coreia do Sul.

## Masculino
| Ouro | Prata | Bronze |
| Iugoslávia Aleksandar Šoštar Deni Lušić Dubravko Šimenc Perica Bukić Veselin Đuho Dragan Andrić Mirko Vičević Igor Gočanin Mislav Bezmalinović Tomislav Paškvalin Igor Milanović Goran Rađenović Petar Kočić Técnico: Ratko Rudić | Estados Unidos Craig Wilson Kevin Robertson James Bergeson George Campbell Douglas Kimbell Edward Klass Alan Mouchawar Jeffrey Campbell Gregory Boyer Terry Schroeder Jody Campbell Christopher Duplanty Michael Evans Técnico: Bill Barnett | União Soviética Evgueni Charonov Nourlan Mendygaliev Evgeni Grichine Alexandre Kolotov Sergei Naoumov Victor Berendiouga Serguei Kotenko Dmitri Apanasenko Georgui Mchvenieradze Mikhail Ivanov Serguei Markotch Nikolai Smirnov Mikhail Giorgadze Técnico: Boris Popov |

### Primeira fase
- Times em verde avançaram as semifinais;
- Times em azul avançaram a disputa de 5º a 8º lugares;
- Times em amarelo avançaram a disputa de 9º a 12º lugares.

#### Grupo A
| Equipe                 | Pts | J | V | E | D | GP | GC |
| ---------------------- | --- | - | - | - | - | -- | -- |
| FRG Alemanha Ocidental | 10  | 5 | 5 | 0 | 0 | 60 | 37 |
| URS União Soviética    | 7   | 5 | 3 | 1 | 1 | 63 | 30 |
| ITA Itália             | 7   | 5 | 3 | 1 | 1 | 48 | 33 |
| AUS Austrália          | 4   | 5 | 2 | 0 | 3 | 40 | 39 |
| FRA França             | 2   | 5 | 1 | 0 | 4 | 43 | 54 |
| KOR Coreia do Sul      | 0   | 5 | 0 | 0 | 5 | 14 | 75 |

| 21 de setembro  |       |                    |
| Itália          | 9–9   | União Soviética    |
| França          | 16–5  | Coreia do Sul      |
| Austrália       | 11–13 | Alemanha Ocidental |
| 22 de setembro  |       |                    |
| Coreia do Sul   | 1–11  | Itália             |
| França          | 9–10  | Alemanha Ocidental |
| Austrália       | 4–11  | União Soviética    |
| 23 de setembro  |       |                    |
| Coreia do Sul   | 2–18  | Alemanha Ocidental |
| Austrália       | 5–7   | Itália             |
| França          | 4–18  | União Soviética    |
| 26 de setembro  |       |                    |
| Itália          | 7–10  | Alemanha Ocidental |
| Coreia do Sul   | 4–17  | União Soviética    |
| França          | 6–7   | Austrália          |
| 27 de setembro  |       |                    |
| França          | 8–14  | Itália             |
| Austrália       | 13–2  | Coreia do Sul      |
| União Soviética | 8–9   | Alemanha Ocidental |

#### Grupo B
| Equipe             | Pts | J | V | E | D | GP | GC |
| ------------------ | --- | - | - | - | - | -- | -- |
| USA Estados Unidos | 8   | 5 | 4 | 0 | 1 | 56 | 40 |
| YUG Iugoslávia     | 8   | 5 | 4 | 0 | 1 | 60 | 38 |
| ESP Espanha        | 7   | 5 | 3 | 1 | 1 | 48 | 38 |
| HUN Hungria        | 5   | 5 | 2 | 1 | 2 | 50 | 43 |
| GRE Grécia         | 2   | 5 | 1 | 0 | 4 | 45 | 66 |
| CHN China          | 0   | 5 | 0 | 0 | 5 | 34 | 68 |

| 21 de setembro |       |                |
| Hungria        | 12–10 | Grécia         |
| Estados Unidos | 7–6   | Iugoslávia     |
| China          | 6–13  | Espanha        |
| 22 de setembro |       |                |
| Grécia         | 10–7  | China          |
| Estados Unidos | 7–9   | Espanha        |
| Hungria        | 9–10  | Iugoslávia     |
| 23 de setembro |       |                |
| Estados Unidos | 14–7  | China          |
| Grécia         | 7–17  | Iugoslávia     |
| Hungria        | 6–6   | Espanha        |
| 26 de setembro |       |                |
| Estados Unidos | 18–9  | Grécia         |
| Hungria        | 14–7  | China          |
| Espanha        | 8–10  | Iugoslávia     |
| 27 de setembro |       |                |
| Grécia         | 9–12  | Espanha        |
| Hungria        | 9–10  | Estados Unidos |
| Iugoslávia     | 17–7  | China          |

### Classificação 7º-12º lugar
O resultado entre as equipes obtidos na primeira fase continuam valendo para a definição de 7º a 12º lugar, sem a realização de uma nova partida.

#### Grupo E
| Equipe            | Pts | J | V | E | D | GP | GC |
| ----------------- | --- | - | - | - | - | -- | -- |
| GRE Grécia        | 6   | 3 | 3 | 0 | 0 | 37 | 21 |
| FRA França        | 4   | 3 | 2 | 0 | 1 | 34 | 19 |
| CHN China         | 2   | 3 | 1 | 0 | 2 | 25 | 28 |
| KOR Coreia do Sul | 0   | 3 | 0 | 0 | 3 | 19 | 47 |

| 30 de setembro |      |        |
| França         | 11–4 | China  |
| Coreia do Sul  | 7–17 | Grécia |
| 1 de outubro   |      |        |
| Coreia do Sul  | 7–14 | China  |
| França         | 7–10 | Grécia |

### Classificação 5º-8º lugares
O resultado entre as equipes obtidos na primeira fase continuam valendo para a definição de 5º a 8º lugar, sem a realização de uma nova partida.

#### Grupo D
| Equipe        | Pts | J | V | E | D | GP | GC |
| ------------- | --- | - | - | - | - | -- | -- |
| HUN Hungria   | 4   | 3 | 1 | 2 | 0 | 28 | 20 |
| ESP Espanha   | 3   | 3 | 1 | 1 | 1 | 24 | 23 |
| ITA Itália    | 3   | 3 | 1 | 1 | 1 | 25 | 25 |
| AUS Austrália | 2   | 3 | 1 | 0 | 2 | 18 | 27 |

| 30 de setembro |      |         |
| Itália         | 9–9  | Hungria |
| Austrália      | 8–7  | Espanha |
| 1 de outubro   |      |         |
| Austrália      | 5–13 | Hungria |
| Itália         | 9–11 | Espanha |

### Semifinais
| 30 de setembro     |       |                |
| Alemanha Ocidental | 10–14 | Iugoslávia     |
| União Soviética    | 7–10  | Estados Unidos |

### Disputa pelo bronze
| 1 de outubro       |       |                 |
| Alemanha Ocidental | 13–14 | União Soviética |

### Final
| 1 de outubro |     |                |
| Iugoslávia   | 9–7 | Estados Unidos |

## Classificação final
| Pos. | País                   |
| ---- | ---------------------- |
|      | YUG Iugoslávia         |
|      | USA Estados Unidos     |
|      | URS União Soviética    |
| 4    | FRG Alemanha Ocidental |
| 5    | HUN Hungria            |
| 6    | ESP Espanha            |
| 7    | ITA Itália             |
| 8    | AUS Austrália          |
| 9    | GRE Grécia             |
| 10   | FRA França             |
| 11   | CHN China              |
| 12   | KOR Coreia do Sul      |